# Altillac
Altillac er en fransk kommune i Nouvelle-Aquitaineregionen. I 2011 havde den 860 indbyggere.